# Хён, Иоганн
Иоганн Хён (нем. Johann Höhn; ум. 1693) — немецкий резчик монетных штемпелей и медальер.
Всю жизнь Иоганн Хён проработал в Данциге, выполняя заказы данцигского монетного двора, курфюрста Бранденбурга Фридриха Вильгельма I и других правителей. Он изготовил медали, посвящённые восшествию на престол Фридриха-Вильгельма, заключению Вестфальского мира, освобождению Данцига от Швеции. Среди его работ есть медали, сделанные в честь короля Дании Кристиана IV и его супруги Шарлотты-Амалии, медали, посвящённые изгнанию шведов из Пруссии и осаде Висмара; медали в честь Фридриха-Вильгельма I и Фридриха III.
Иоганном Хёном использовались для своих работ подписи: «IH», «I.H.» и «HÖHN». Интересно, что существуют памятные монеты середины XVII века, подписанные как «J. HÖHN IUN». Данных о том, что они принадлежат Иоганну Хёну нет. Высказывались версии о том, что они принадлежат какому-то неизвестному однофамильцу Хёна.